# Родники (Новгородская область)
Родники — деревня в Любытинском районе Новгородской области России. Входит в состав Любытинского сельского поселения.

## История
Указом Президиума Верховного Совета РСФСР от 3 декабря 1953 года деревня Барщина переименована в Родники.

## Население
| 2010 |
| ---- |
| 2    |